# Ligue régionale Normandie de rugby
La Ligue régionale Normandie de rugby est un organe fédéral dépendant de la Fédération française de rugby créé en 2017 et chargé d'organiser les compétitions de rugby à XV et à sept au niveau de la région Normandie.
La ligue est la plus petite ligue de métropole en nombre de licenciés (environ 6 900 en 2020). Elle comprend néanmoins le doyen des clubs français, Le Havre Athletic Club Rugby, ainsi qu'un club professionnel, le Rouen Normandie rugby, qui évolue en Pro D2 de 2019 à 2024.

## Histoire
Conséquence de la réforme territoriale des régions, le ministère de la Jeunesse et des Sports impose à la FFR de calquer son organisation territoriale sur celle des nouvelles régions. C'est ainsi que naît la Ligue de Normandie issue de l'ancien comité Normandie.
| - Carte des comités territoriaux jusqu'en 2017. - Carte des ligues régionales depuis 2018. |

Les ligues sont créées début octobre et reprennent les missions des comités territoriaux au 1er juillet 2018. Les statuts de la Ligue sont signés le 9 octobre 2017 à Marcoussis par Bernard Laporte et Guy Coudert, désignés membres fondateurs de la ligue par la FFR.

## Structures de la ligue

### Identité visuelle

Logo de la ligue d'octobre 2018 à juin 2019
Logo de la ligue depuis le 28 juin 2019

### Listes des présidents
- Du 9 décembre 2017 à septembre 2018 : Dominique Barthélémy
- De septembre 2018 au 23 septembre 2022 : Jacques Vimbert
- Depuis le 23 septembre 2022 : Sandrine Romagné

### Élections du comité directeur
Jean-Claude Gosselin est président du comité de Normandie de 2004 à 2016. En 2016, Patrick Le Hiress lui succède mais décède en septembre 2017 des suites d'une longue maladie. Dominique Barthélémy prend alors la présidence par intérim.
Le premier comité directeur de 24 personnes est élu le 9 décembre 2017. Dominique Barthélémy, président sortant du comité Normandie, est le seul candidat à la présidence de la ligue. Après le premier vote électronique décentralisé de l’histoire du rugby français, sa liste obtient 94,18 % des voix et les 24 sièges à pourvoir. Dominique Barthélémy devient ainsi le premier président de la ligue. Annaëlle Deshayes, joueuse de l'AS Rouen UC et du XV de France féminin, est également membre de la liste élue.
En septembre 2018, le président Dominique Barthélémy démissionne de son poste. Officiellement parti pour des raisons professionnelles, sa démission révèle les dysfonctionnements de la nouvelle ligue. Jacques Vimbert, ancien président du CA Aiglon (L'Aigle), devient alors le nouveau président de la ligue.
Le comité directeur est renouvelé le 7 novembre 2020, un mois après le renouvellement de celui de la FFR. Élu au sein du comité directeur de la FFR au sein de la liste de Bernard Laporte, Jacques Vimbert est candidat à sa propre succession à la tête de la ligue. Julie Duval, ancienne joueuse de l'Ovalie caennaise et du XV de France féminin, est également membre de sa liste.
Lors du comité directeur du 23 septembre 2022, Sandrine Romagné remplace Jacques Vimbert à la tête de la ligue. Présidente du comité départemental du Calvados, elle est également membre du comité directeur et président de la commission de rugby à 5 à la Fédération française de rugby, maire de Grainville-Langannerie et suppléante du député Jérémie Patrier-Leitus dans la 3e circonscription du Calvados.
En 2024, Sandrine Romagné mène la seule liste candidate pour la mandature 2024-2028 du comité directeur. Avec 82,22 % de voix POUR lors de l'élection, son équipe est élue pour les quatre années.

### Dirigeants
Directrice
- Frédérique Henry

Directeur technique
- 2020-2022 : Francis Costa
- Depuis 2022 : Guillaume Commeat

Directeur de l'arbitrage
- Depuis 2021 : Johan Lobregat[10]

## Les clubs de la ligue au niveau national

### Meilleurs clubs de la Ligue par saison
Le meilleur club de la ligue est le club qui arrive le plus loin en phases finales dans la compétition nationale de plus haut échelon. En cas d'égalité (même compétition et même résultat en phases finales), le meilleur club est celui qui a marqué le plus de points au cours de la saison régulière.
Clubs masculins
Clubs féminins
La couleur de l'axe indique la division dans laquelle évolue le club :
- 1re division.
- 2e division.
- 3e division.
- 4e division.
- Divisions inférieures.

### Clubs masculins évoluant dans les divisions nationales
| \| Légende · Top 14 · Pro D2 · Nationale · Nationale 2 · Fédérale 1 · Fédérale 2 Rouen NR Le Havre AC Évreux Athletic Club \| Clubs évoluant dans des divisions nationales en 2024-2025. |
| Légende · Top 14 · Pro D2 · Nationale · Nationale 2 · Fédérale 1 · Fédérale 2 Rouen NR Le Havre AC Évreux Athletic Club                                                                  |

### Clubs féminins évoluant dans les divisions nationales
En 2021, l'Ovalie caennaise et l'AS Rouen UC fusionnent leurs équipes premières féminines pour former une seule équipe normande. L'équipe est nommée le Valkyries Normandie rugby clubs et est inscrite en Élite 2 pour la saison 2021-2022. L'équipe remporte le titre de champion de France d'Élite 2 dès la première saison.
| \| Légende · Elite 1 · Elite 2 · Fédérale 1 · Fédérale 2 Valkyries Normandie RC Évreux Athletic Club Ovalie caennaise \| Clubs féminins évoluant dans des divisions nationales en 2024-2025. |
| Légende · Elite 1 · Elite 2 · Fédérale 1 · Fédérale 2 Valkyries Normandie RC Évreux Athletic Club Ovalie caennaise                                                                           |

## Palmarès national des clubs régionaux

### Compétitions masculines
- Rouen Normandie rugby
  - Champion de France de Fédérale 1 (1) : 2019

### Compétitions féminines
- Valkyries Normandie RC
  - Champion de France d'Élite 2 (1) : 2022

## Palmarès des compétitions régionales
| Saison    | Niveau      | Champion                | Comité départemental | Score | Finaliste                       | Comité départemental |
| --------- | ----------- | ----------------------- | -------------------- | ----- | ------------------------------- | -------------------- |
| 2022-2023 | Régionale 1 | SC Bernay               | Eure                 | 27-23 | RC Mont-Saint-Aignan            | Seine-Maritime       |
| 2022-2023 | Régionale 2 | Racing club granvillais | Manche               | 48-27 | Racing club hérouvillais        | Calvados             |
| 2022-2023 | Régionale 3 | RC Alençon              | Orne                 | 40-21 | Rugby Athletic Club Honfleurais | Calvados             |

| Club                    | Titres régionaux |
| ----------------------- | ---------------- |
| SC Bernay               | 1                |
| Racing club granvillais | 1                |
| RC Alençon              | 1                |

| Comité départemental | Titres régionaux |
| -------------------- | ---------------- |
| Eure                 | 1                |
| Manche               | 1                |
| Orne                 | 1                |